# Thymus linearis
Thymus linearis — вид рослин родини глухокропивові (Lamiaceae), поширений в Афганістані, Індії, Ірані, Непалі, Пакистані, Таджикистані, Китаї (Західні Гімалаї, Сіньцзян).

## Опис
Сильно розгалужена рослина, ± повзуча, формує килимки. Короткі квіткові пагони висхідно-випростані, довжиною 2–6 см. Стебла ± чотирикутникові, волосисті. Листки від еліптично-зворотнояйцюватих до лінійних ланцетних, 5–11 x 2–5 мм, з вираженими або напівстертими бічними жилками, щільно крапковані червоними сидячими олійними кульками, зверху і знизу, голі або з невеликою кількістю розсіяних волосків.
Суцвіття яйцювато-головчасте. Приквітки 0.5–1.5 мм. Чашечка від трубчастої до дзвінчастої, 3.5–4 мм, зазвичай пурпурова, з масляними краплями. Віночок блідо-бузковий, рожевий пурпуровий або фіолетовий, ≈ 6 мм. Тичинки яскраво виражені в гермафродитних квітах. Горішки блідо-коричневі, яйцюваті, ≈ 1 x 0.75 мм.

## Поширення
Країни поширення: Афганістан, Індія, Іран, Непал, Пакистан, Таджикистан, Китай (Західні Гімалаї, Сіньцзян).